# Czternaście godzin
Czternaście godzin (ang. Fourteen Hours) – amerykański film z 1951 roku w reżyserii Henry'ego Hathawaya.

## Obsada
- Paul Douglas - oficer Charlie Dunnigan
- Richard Basehart - Robert Cosick
- Barbara Bel Geddes - Virginia Foster
- Debra Paget - Ruth
- Agnes Moorehead - Christine Hill Cosick
- Robert Keith - Paul E. Cosick
- Howard Da Silva - Moksar
- Jeffrey Hunter - Danny Klempner
- Martin Gabel - doktor Strauss
- Grace Kelly - pani Louise Ann Fuller
- Frank Faylen - Walter
- Jeff Corey - sierżant policji Farley
- James Millican - sierżant policji Boyle
- Donald Randolph - doktor Benson

## Nagrody i nominacje
| Nazwa nagrody | Wygrane            | Nominacje                                                                                                |
| ------------- | ------------------ | --- |
| Oscar         | 1952 bez rezultatu | 1952 Najlepsza scenografia - filmy czarno-białe Fred J. Rode, Leland Fuller, Lyle Wheeler, Thomas Little |
| BAFTA         | 1952 bez rezultatu | 1952 Najlepszy film z jakiegokolwiek źródła                                                              |